# Lasne

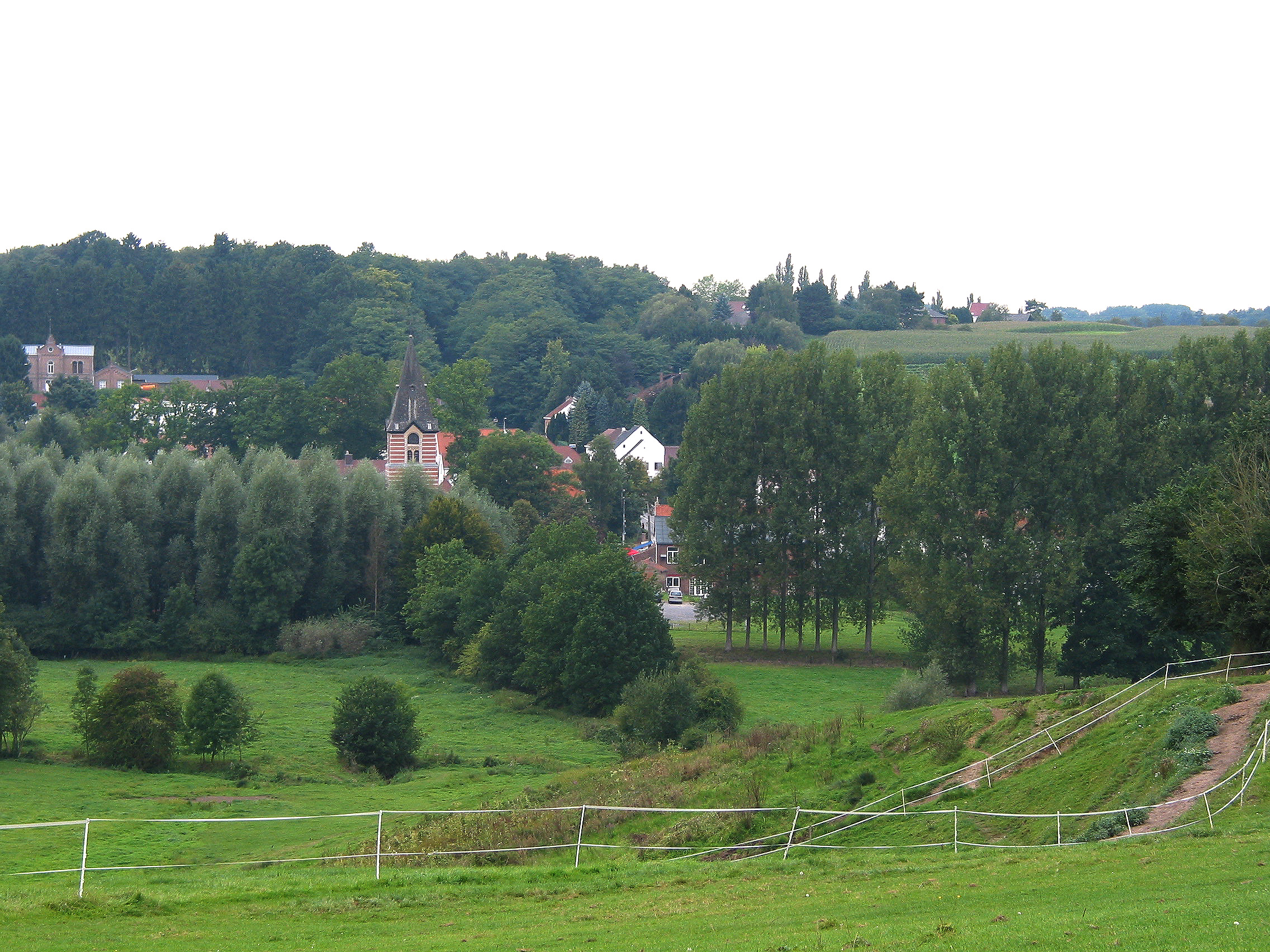
Blick auf den Ort

Lasne (wallonisch Lane) ist eine Gemeinde in der französischsprachigen Provinz Wallonisch-Brabant in Belgien. Sie besteht aus den Ortsteilen Couture-Saint-Germain, Lasne-Chapelle-St-Lambert, Maransart, Ohain und Plancenoit.
Die angrenzenden Gemeinden sind Braine-l’Alleud, Waterloo, Rixensart, La Hulpe, Genappe und Ottignies-Louvain-la-Neuve.
Lasne hat mit Abbeville in den USA und Azay-le-Rideau in Frankreich Städtepartnerschaften geschlossen.

## Geschichte
Der heutigen Ortsteil Plancenoit war während der Schlacht bei Waterloo zwischen französischen und preußischen Truppen erbittert umkämpft. Die Eroberung des Ortes ermöglichte den Preußen schließlich, das Zentrum des Schlachtfeldes zu erreichen und die Franzosen in die Flucht zu schlagen. In Plancenoit wurde wenig später ein preußisches Denkmal errichtet.

## Persönlichkeiten
- Robert Goffin (1898–1984), Anwalt und Schriftsteller
- Xavier Daufresne (* 1968), Tennisspieler